# وادي كينتا

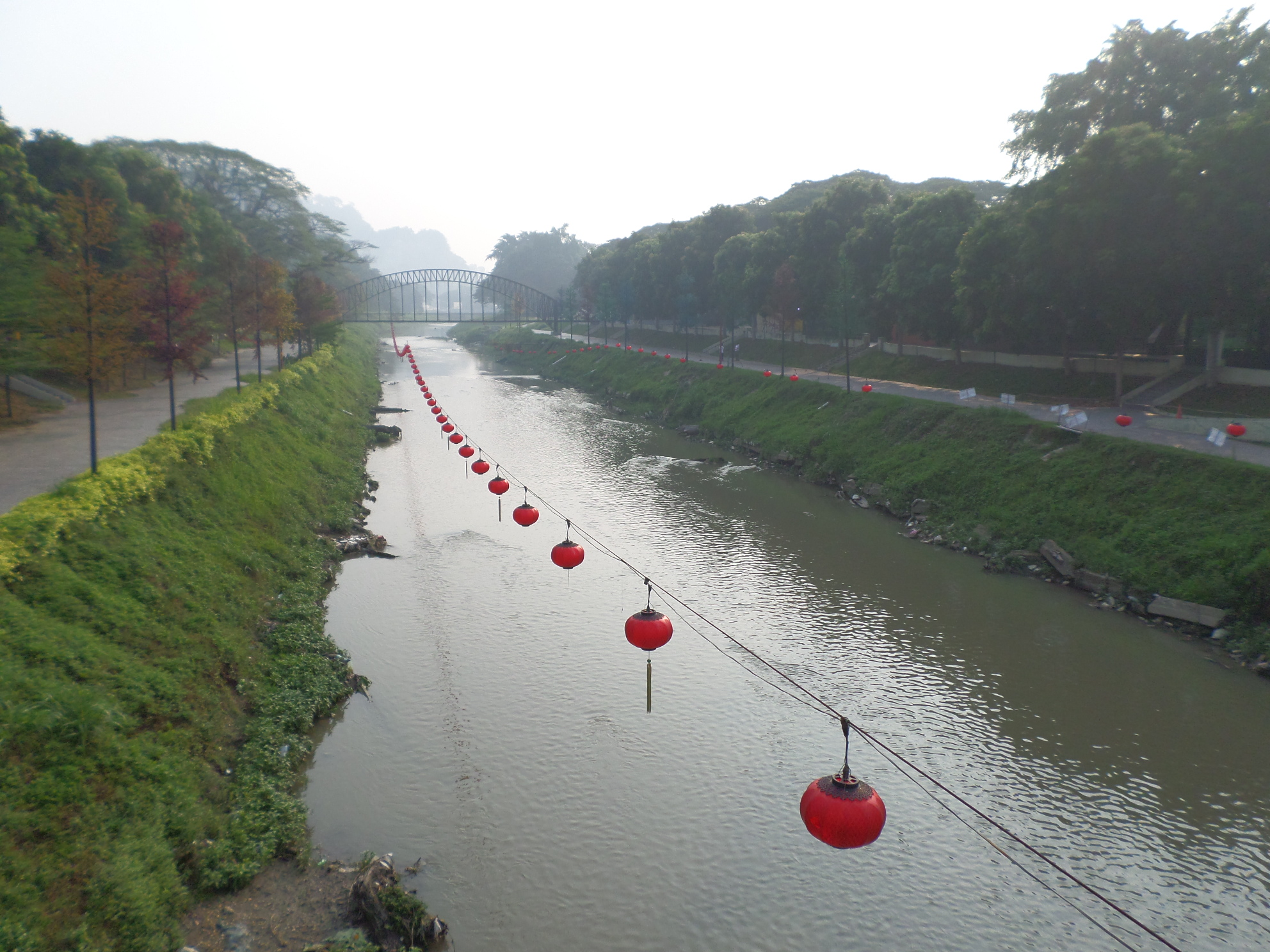
Kinta River

وادي كينتا عبارة عن منطقة حضرية في وسط فيرق، ماليزيا، تحيط بها وتشتمل على عاصمة الولاية إيبوه. تاريخياً، كان وادي كينتا غنيًا جدًا بالقصدير، وكانت مناجمه من بين أكثر المناجم إنتاجًا في العالم. يتكون الوادي من نهر كينتا، أحد روافد نهر فيرق، الذي يتدفق بين جبال تيتيونغسا وسلسلة جبال كليدانج.
إنهُ يشكل أكبر حقل قصدير على طول حزام القصدير لشبه جزيرة سيامي-مالايان. لقد أُستخرج القصدير منذ العصور القديمة من قبل الشعوب الأصلية ولكنه أُستخرج بشكل مكثف من قبل الصينيين والأوروبيين منذ نهاية القرن التاسع عشر. اليوم، تعد منطقة كينتا الحديثة إحدى المناطق الإدارية العشر في فيرق. في عام 2018، أُعلن أن الوادي ثاني منتزه جيولوجي وطني في ماليزيا.